# Спирейные
Спире́йные (лат. Spiraeeae) — Триба двудольных растений в составе семейства Розовые (Rosaceae).
Ранее название «спирейные» использовалось для обозначения подсемейства Сливовые.

## Описание
Представители трибы — кустарники, реже травянистые растения (у Aruncus). Листья иногда собраны в розетку, прилистники всегда отсутствуют. Плод — многолистовка, иногда многосемянка (у Holodiscus).
Формула цветка: {\displaystyle \ast K_{5}\;C_{5}\;A_{5-30}\;G_{\underline {5}}}

## Классификация
- Aruncus L., 1758 — Волжанка
- Holodiscus (K.Koch) Maxim., 1879, nom. cons.
- Kelseya Rydb., 1908
- Luetkea Bong., 1832
- Pentactina Nakai, 1917
- Petrophytum (Nutt.) Rydb., 1900
- Sibiraea Maxim., 1879 — Сибирка
- Spiraea L., 1753 — Спирея
- Xerospiraea Henrickson, 1986